# Champagne-Mouton

Champagne-Mouton este o comună în departamentul Charente, Franța. În 1 ianuarie 2022 avea o populație de 877 de locuitori.